# 老牛棋
老牛棋，或稱老牛窩，是流傳於安徽桐城、安慶等地的播棋類，遊戲可劃分多盤，與白族播棋、越南播棋同樣有大小子。

## 棋具
- 長方形棋盤，分為兩列各四個小洞，兩方玩家各分一列。

- 初始佈置時，一顆大棋子任意放在其中一個己洞，每個己洞有四顆小棋子。

## 規則
- 玩家輪流行棋，從己方有棋子的洞取出所有棋子，選擇順或逆時鐘方向，分配到其他洞中，一洞分配一顆，直至分配完。經過當最後一顆棋子落下時，需從其第一順位棋洞取走所有棋子再以同方向進行分配，直到最後分投的棋子落下時其第一順位棋洞為空洞時方結束回合，並將第二順位小洞的棋子全部取走，作為己方分數。此動作稱為隔坑得子。然後繼續同方向檢驗，只要奇數順位為空洞，偶數順位有棋子，便持續取走，直到條件不合。

- 大小棋子差別只在於算分不同，同樣可分投、取走，無任何順序。小棋子算一分，大棋子算五分。

- 若棋盤剩下一枚棋子或僵持不下，此盤結束，每當累計分數差距二十分，少分的玩家就將一己洞作記號，該洞棋子只進不出，屬於多分的玩家所有。

- 新盤開始時，玩家沒有可使用的棋洞時，輸掉遊戲。[3]